# Teorema de Gauss-Bonnet
En geometria diferencial, el teorema de Gauss-Bonnet (o fórmula de Gauss-Bonnet) és una fórmula que afirma la igualtat de dues quantitats definides de forma ben diferent en una varietat riemanniana compacta i orientable de dues dimensions M: la integral de la curvatura gaussiana de M (sentit geomètric) i {\displaystyle 2\pi } vegades la característica d'Euler de M (sentit topològic).
El teorema porta el nom dels matemàtics Carl Friedrich Gauss, qui va tenir consciència d'una versió del teorema sense haver-la mai publicat, i de Pierre-Ossian Bonnet, qui en va publicar una versió particular el 1848.

## Enunciat
Sigui {\displaystyle M} una varietat riemanniana de dues dimensions compacta i sense límits; aleshores la integral de la curvatura de Gauss permet calcular característica d'Euler de la superfície.
{\displaystyle \int _{M}K\;dA=2\pi \chi (M)}
Per una varietat compacte amb límits, la fórmula és:
{\displaystyle \int _{M}K\;dA+\int _{\partial M}k_{g}\;ds=2\pi \chi (M)}
siguent {\displaystyle k_{g}} la curvatura geodèsica dels vértexs {\displaystyle \partial M}.
Si el límit {\displaystyle \partial M} només és regular a trossos, la fórmula continua sent vàlida, prenent en lloc de l'integral {\displaystyle \int _{\partial M}k_{g}\;ds} la suma de les integrals corresponents de les porcions regulars del límit més la suma dels angles formats als punts angulars.